# Väskinde kyrka

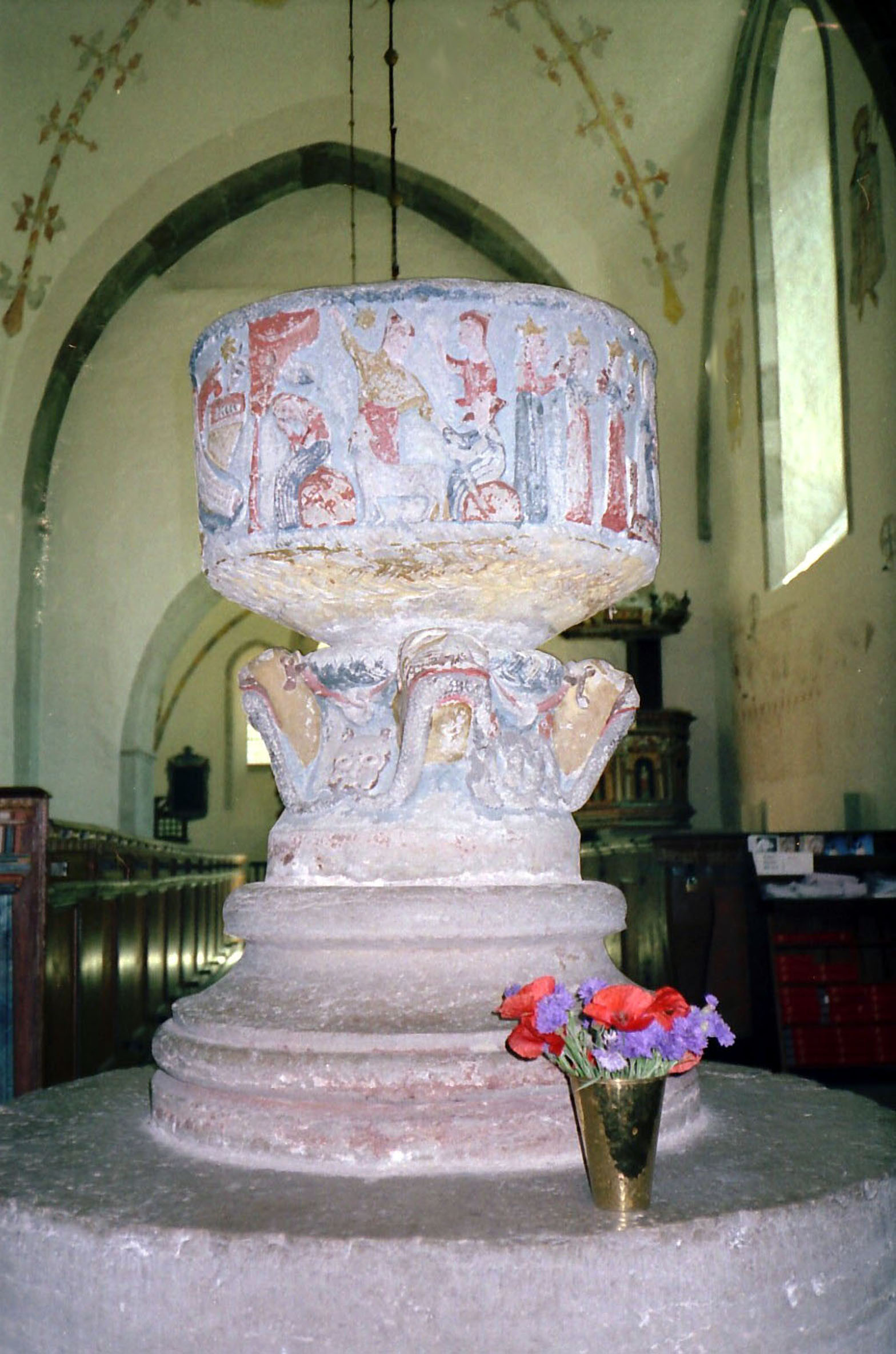
Majestatis dopfunt

Väskinde kyrka är en kyrkobyggnad i Visby stift som tillhör Väskinde församling och ligger i Väskinde samhälle omkring en mil nordost om Visby.

## Kyrkobyggnaden
Kyrkan består av ett rektangulärt långhus med ett kyrktorn i väster samt ett smalare, rakt avslutat kor i öster. Byggnadsmaterialet är i huvudsak kalksten. Ingångar finns på tornets nordsida samt på långhusets respektive korets sydsida. I långhusets nordöstra hörn återfinns rester av en tidigare absidkyrka från 1100-talets senare del. Under 1200-talets andra hälft påbörjades en ombyggnad med uppförandet av det nuvarande koret. Långhus och torn tillkom omkring 1300; i tornets sydmur finns två utsparade rum (bönekammare med hagioskop samt något som möjligen varit en sakristia). Kyrkan har vitputsade fasader. Långhuset och det lägre koret täcks av branta sadeltak. Tornet, som skulle ha varit högre, har sidogallerier i norr och söder samt en kort, åttkantig tornspira med ljudgluggar. Tornportalen är enkel och odekorerad, medan korets portal är rikt smyckad med skulptur. Långhusets enda ljusintag är ett stort masverksfönster i söder, även tornets västmur genombryts av ett spetsbågigt masverksfönster; koret får ljus från en trefönstergrupp i öster. Långhuset täcks invändigt av två kryssvalv; kor och tornrum är också kryssvälvda. Kalkmålningar finns från fyra perioder, från 1200-talets mitt till 1500-talets början; målningarna framtogs vid arkitekt Erik Fants restaurering 1953.

## Inventarier
- Längst bak i kyrkan under tornbågen står dopfunten på ett stenpodium. Funten höggs av stenmästaren Majestatis vid mitten av 1100-talet. Reliefer på dopfunten skildrar Kristus som världsdomare, men också scener från Jesu barndom. De färger som finns på dopfunten är ditmålade på 1700-talet.
- Triumfkrucifixet är från omkring 1240.
- I norra kormuren finns ett sakramentskåp från 1200-talet. Skåpets stenomfattningar har skulpterade bilder av S:ta Katarina och S:t Jacob den äldre.

### Orgel
- Nuvarande orgel byggdes 2000 av Walter Thür Orgelbyggen AB, Torshälla. Den föregående orgeln var byggd år 1954 av Grönlunds Orgelbyggeri i Gammelstad.

| Man I. Huvudverk | Man II. Svällverk | Pedal      | Koppel |
| ---------------- | ----------------- | ---------- | ------ |
| Principal 8'     | Dubbelflöjt 8'    | Subbas 16' | II/I   |
| Gedackt 8'       | Fugara 8'         |            | II/P   |
| Oktava 4'        | Voix céleste 8'   |            | I/P    |
| Koppelflöjt 4'   | Traversflöjt 4'   |            |        |
| Svegel 2'        | Principal 2'      |            |        |
| Mixtur 3 chor    |                   |            |        |
| Cornett 2 chor   |                   |            |        |
| Trumpet 8'       |                   |            |        |